# AN/APQ-159
El Emerson Electric AN/APQ-159 era un radar de Banda I / Banda J diseñado como mejora para reemplazar el radar Emerson AN/APQ-153 simple utilizado en el Northrop F-5. Ofrecía aproximadamente el doble de alcance, mayores ángulos de seguimiento fuera de la mira y una confiabilidad considerablemente mejorada. Originalmente estaban destinados a ser sucedidos por el AN/APQ-167, pero los F-5 modernizados generalmente se han movido a un radar AN / APG-69 completamente nuevo.
Al igual que el anterior APQ-153, el APQ-159 era un sistema de radar puramente aire-aire. Tenía cuatro modos de operación principales, dos modos de búsqueda con diferentes alcances usando una pantalla B-Scope simple, una pantalla de artillería C-Scope con alcance y bloqueo automático ("modo dogfight"), y un modo similar usado con el AIM-9 Sidewinder que calculó alcance del misil y proporcionó señales al piloto para volar dentro de este alcance. El radar no ofrecía ningún modo aire-tierra, ni era capaz de disparar el AIM-7 Sparrow a pesar de su alcance compatible con BVR.